# Sicyos peninsularis
Sicyos peninsularis är en gurkväxtart som beskrevs av T. S. Brandegee. Sicyos peninsularis ingår i släktet hårgurkor, och familjen gurkväxter. Inga underarter finns listade i Catalogue of Life.